# Jabaquara AC
Jabaquara Atlético Clube – brazylijski klub piłkarski z siedzibą w Santosie.

## Historia
Jabaquara Atlético Clube została założona 15 listopada 1914 przez hiszpańskich emigrantów jako Hespanha Foot Ball Club. W 1927 Hespanha zadebiutowała w rozgrywkach ligi stanowej São Paulo. Premierowym sezonie w rozgrykach zorganizowanych przez Liga de Amadores de Futebol – czyli LAF Hespanha zajęła drugie miejsce, okazując się gorszym jedynie od Paulistano São Paulo. 
Jest to największy do tej pory sukces Jabaquary w historii. W 1943 klub został zmuszony przez władzę państwowe do zmiany nazwy na obecną Jabaquara Atlético Clube. Nastąpiło to w wyniku przystąpienia Brazylii do II wojny światowej i usuwania z życia publicznego nazw niemiecko-, włosko- i hiszpańskojęzycznych. Jabaquara występowała w pierwszej lidze stanowej przez 30 sezonów w latach 1927–1929, 1935–1953, 1955, 1957–1963. Od tamtego momentu Jabaquara gra w niższych klasach rozgrywkowych stanu São Paulo. Obecnie uczestniczy w rozgrywkach Campeonato Paulista Série B (IV liga stanowa).

## Sukcesy
- Wicemistrzostwo Campeonato Paulista: 1927.

## Reprezentanci Brazylii w klubie
| - Elias Soares de Oliveira - Rodolpho da Silva - Juarez Teixeira - Célio Taveira Filho - Baltazar | - Marcos Pereira Martins - Gilmar - Axel Rodrigues de Arruda - Hélvio Peçanha Moreira - Paulo César de Araújo |